# Zderzenie
Zderzenie – ogół zjawisk powstających przy zetknięciu się poruszających się względem siebie ciał. Zazwyczaj za zderzenie uważa się zjawisko trwające krótko, choć używa się także do zjawisk trwających długo np. zderzenia galaktyk.
W fizyce oznacza oddziaływanie pomiędzy poruszającymi się względem siebie ciałami, trwające przez pewien skończony czas. Na zderzające się obiekty nie powinny przy tym działać siły zewnętrzne (czyli takie, których źródłem nie są zderzające się obiekty) lub siły te są na tyle słabe lub zderzenie na tyle krótkie, by ich wpływ można było pominąć. Według powyższej definicji przykładami zderzeń są:
- uderzenie jednej kuli bilardowej o drugą,
- pochłonięcie neutronu przez jądro uranu i następujący w wyniku tego rozpad jądra, z emisją fragmentów jądrowych i kolejnych neutronów,
- przejście komety nie związanej grawitacyjnie z układem słonecznym w okolicy Słońca, z odchyleniem jej toru spowodowanym oddziaływaniem grawitacyjnym.

Nie jest natomiast zderzeniem ruch planety czy komety okresowej dookoła Słońca, ponieważ czas oddziaływania jest w tym wypadku teoretycznie nieskończony.

## Opis zderzeń
Ze względu na ograniczony czas działania sił skutki kinetyczne (zmiana ruchu ciał) zderzenia opisuje się przez określenie ruchu ciał przed i po zderzeniu i zazwyczaj nie analizuje się sił działających podczas zderzenia.
Stan początkowy w opisie zderzenia jest to stan układu ciał tuż przed oddziaływaniem, czyli lista wchodzących w oddziaływanie ciał z ich położeniami i pędami. Analogicznie stan końcowy to lista ciał po zakończeniu oddziaływania, z podaniem ich położeń i pędów. Zazwyczaj w badaniu zderzeń interesuje nas przede wszystkim stan końcowy i jego relacja do stanu początkowego.
W mechanice klasycznej jesteśmy w zasadzie w stanie wyznaczyć jednoznacznie stan końcowy układu na podstawie znajomości stanu początkowego, o ile tylko dysponujemy opisem sił działających w trakcie zderzenia. Inaczej jest w mechanice kwantowej: tam z zasady nie jesteśmy w stanie przewidzieć jednoznacznie wyniku zderzenia. Jednak mając opis oddziaływania pomiędzy cząstkami, jesteśmy w stanie określić możliwość wystąpienia określonego stanu jak i prawdopodobieństwa (a ściślej przekroje czynne) uzyskania różnych stanów końcowych.

### Układy odniesienia
Zderzenia można opisywać w różnych układach odniesienia. Najczęściej używane w opisie zderzeń są następujące układy inercjalne:
- układ laboratorium, w którym, w stanie początkowym, jedno z uczestniczących w zderzeniu ciał spoczywa. Opis stanu początkowego sprowadza się więc do znajomości pędu ciała padającego.
- układ środka masy, w którym całkowity pęd przed zderzeniem wynosi zero, czyli środek masy układu spoczywa. Zgodnie z zasadą zachowania pędu, także po zderzeniu środek masy układu będzie spoczywał.

## Zderzenia a zasady zachowania
W badaniu zderzeń podstawową rolę odgrywają zasady zachowania, przede wszystkim zasada zachowania pędu i zasada zachowania energii. W analizie zderzeń cząstek elementarnych, w których może dochodzić do produkcji nowych cząstek, stosuje się również zasady zachowania określonych liczb kwantowych (ładunku elektrycznego, liczby barionowej itp). Zastosowanie zasad zachowania pozwala na powiązanie ze sobą różnych parametrów stanu końcowego (na przykład pędów produktów zderzenia), nawet jeżeli nie jest znany dokładny mechanizm zderzenia i działające podczas niego siły.

### Zachowanie energii w zderzeniach
Zasada zachowania energii jest zasadą uniwersalną i obowiązuje również w procesach zderzeń. Możliwe są jednak przemiany energii w inne formy. Część energii kinetycznej zderzających się obiektów może na przykład zostać zamieniona w ciepło, zużyta na odkształcenie lub rozerwanie obiektów, bądź przekształcona w masę nowych, wyprodukowanych w zderzeniu cząstek. W tych wypadkach łączna energia kinetyczna produktów zderzenia będzie niższa od energii kinetycznej przed zderzeniem. Możliwa jest też sytuacja odwrotna, zderzenie może wyzwolić energię potencjalną zmagazynowaną w zderzających się obiektach, dzięki czemu energia kinetyczna produktów zderzenia będzie większa od początkowej. Przykładem takiej sytuacji jest pochłonięcie neutronu przez jądro 235U i następujący rozpad jądra, z wyzwoleniem energii.
Zderzenie, w którym w stanie końcowym mamy te same cząstki, co w stanie początkowym i energia kinetyczna jest zachowana, nazywamy zderzeniem sprężystym (lub elastycznym).